# Atzelsdorf (Gemeinde Gaweinstal)
Atzelsdorf ist eine Ortschaft und eine Katastralgemeinde der Marktgemeinde Gaweinstal in Niederösterreich.

## Geografie
Das Dorf befindet sich drei Kilometer nordwestlich von Gaweinstal im Weidenbachtal unweit der Landesstraße 10. Im Westen führt die Landesstraße 10 in erhöhter Lage am Ort vorbei und bietet im Bereich von Atzelsdorf ein schönes Panorama nach Osten. Zur Katastralgemeinde gehört auch die Lage Hainthal.

## Geschichte
Der Ort wurde 1264 erstmals genannt. Der Ortsname dürfte auf einen Gründer Azzo weisen. 1590 zählte der Ort 32 steuerpflichtige Häuser, davon gehörte die Hälfte zur Herrschaft Pellendorf, das damals zum Besitz des Paris von Sonderndorf aus Kirchberg am Walde zählte. Im Jahr 1822 wurde der Ort als Dorf mit 64 Häusern genannt, das nach Pellendorf eingepfarrt war, wohin auch die Kinder eingeschult wurden. Die Herrschaft Atzelsdorf besaß die Ortsobrigkeit. Die Herrschaft Pellendorf übte die Landgerichtsbarkeit aus und besorgte die Konskription. Die Untertanen und Grundholde des Ortes gehörten den Herrschaften Pellendorf, Ladendorf, Staatz, Rasgersdorf, Wolkersdorf und Oberleis. Im Jahr 1938 waren laut Adressbuch von Österreich in der Ortsgemeinde Atzelsdorf ein Fuhrwerksunternehmen, ein Gastwirt, zwei Gemischtwarenhändler, eine Schneiderin, ein Schmied und zwei Schuster ansässig.